# 메타 물질 흡수체
메타 물질 흡수체(영어: Metamaterial absorber)는 빛과 같은 전자기파를 효율적으로 흡수하기 위한 메타 물질의 일종이다. 메타 물질 흡수체는 방출기, 광 검출기, 센서, 적외선 위장, 무선 통신, 태양광 발전 및 태양열 발전에 이용된다.
메타 물질 흡수체는 협대역과 광대역의 두 가지 유형으로 나눌 수 있다. 메타 물질 흡수제는 광 검출기의 성능을 개선하는 데 사용할 수 있으며 태양광 발전과 태양열 발전 응용 분야에서도 흡수율을 향상시키는데 사용될 수 있다.
또한, 메타 물질 흡수체의 등장으로 고전 전자기학에서 파생된 메타 물질 이론을 더 깊이 이해할 수 있게 되었다.
특히 THz 이상의 주파수 영역에서의 광대역 흡수체 개발은 나노미터 스케일의 금속 표면에서 생성된 표면 플라즈몬 폴라리톤 (SPPs) 또는 국부 표면 플라즈몬 공명 (LSPRs)의 본질적으로 좁은 대역폭 때문에 여전히 어려운 작업으로 남아 있다.

## 메타 물질
메타물질은 자연에서 발생하지 않는 독특한 성질을 보이는 인공물질이다. 이것들은 그들과 상호작용하는 파장보다 작은 구조의 배열로 이루어져 있다. 대부분의 기존 재료와 달리, 메타물질은 구성 요소들의 기하학적 구조를 변경함으로써 전자기파를 물리적으로 제어할 수 있는 것이 특징이다. 메타 물질 구조는 라디오파, 마이크로파, 테라헤르츠, 적외선 및 가시광선에 이르기까지 광범위한 파장 범위에서 사용될 수 있다.

## 흡수체
전자기파 흡수체는 입사 방사선을 반사하거나 전달하지 않기 때문에 입사파는 대부분 흡수체 재료에 흡수되는 특징을 보이며, 그 성능은 두께와 형태, 재료에 따라 달라진다.
"Near unity absorber"는 모든 입사광이 작동 주파수에서 흡수되어 투과, 반사, 산란 등이 모두 차단되는 흡수체를 말한다.
또, 전자기파 흡수체는 공명 흡수기와 광대역 흡수의 두 유형으로 분류할 수 있다.

## 주요 개념
메타 물질 흡수체는 유전율 및 투자율의 허수 부분 (손실항)의 성질을 활용해 전자기파 흡수율이 높은 물질로 만들어진다. 손실항은 음의 굴절률, 변환 광학 ( 메타 물질 클로킹, 천체 역학) 응용 분야에서 주목되나 일반적으로 이들 분야에서는 사용하지 않는다.
유효매질 가정에 따라, 메타물질은 복소수 값의 유전율과 투자율로 표현된다. 유효매질로서, 메타 물질은 복소 유전율 ε (w) = ε 1 + iε 2 및 유효 투자율 µ (w) = µ 1 + i µ 2 의 물리량을 가진다. 유전율과 투자율의 허수 부분은 일반적으로 매질의 감쇠에 해당한다. 메타 물질 연구의 대부분은 감쇠보다는 파동 전파와 관련된 실수 부분에 초점을 맞추고 있다. 손실(허수)항은 실수 부분에 비해 작으며 종종 무시되곤 한다.
그러나 손실항 (ε 2, µ 2 )을 활용한다면 물질이 높은 흡수율을 가지도록 설계할 수 있다. (ε와 µ를 독립적으로 조작함으로써 입사 전기장과 자기장을 모두 흡수할 수 있다.) 특히 반사율을 최소화해 자유 공간에 임피던스를 맞출 수 있다면 그것은 고효율 흡수체로 기능한다.
이런 접근은 얇은 흡수체를 만드는 데 사용할 수 있다. 기존 흡수체는 관심 파장에 비해 두꺼운데, 이는 많은 응용 분야에서 문제가 된다. 메타 물질은 서브파장 스케일의 특성에 따라 특징이 나타나므로 따라서 효율적인 얇은 흡수체를 만드는 데 사용할 수 있다. 이것은 전자기 흡수에만 국한되지 않는다.
효과적인 흡수체는 반사율이 최소이고 그 내부의 에너지 흐름률이 최대일 때 흡수 매질과 파동을 맞추며, 흡수체 내부의 흡수층 깊이는 파동이 점차 에너지를 잃어감에 따라 대응되는 많은 파장 영역을 포함해야 한다. 부분적으로 이를 충족하기 위해 1/4 파장 매칭, 광학 코팅, 임피던스 매칭 등의 기술이 적용된다. Fresnel의 추정 155년 후, Sergei P. Efimov는 모든 주파수와 모든 입사각에 대해 파동 일치가 일어날 때  비등방성 매질, 즉 비반사 결정의 매개 변수를 발견했다.
Victor G. Veselago가 발견한 음의 굴절률을 가지는 메타 물질과  비반사 결정의 두 개념은 메타 물질의 시대가 마침내 도래하기 전까지 거의 30년간 전기역학과 음향학의 순수한 이론적 성과였다.

## 같이 보기
- 하이퍼렌즈
- 변환 광학

## 추가 자료
- Alici, Kamil Boratay; Turhan, Adil Burak; Soukoulis, Costas M.; Ozbay, Ekmel (2011). “Optically thin composite resonant absorber at the near-infrared band: A polarization independent and spectrally broadband configuration” (PDF). 《Optics Express》 19 (15): 14260–7. Bibcode:2011OExpr..1914260B. doi:10.1364/OE.19.014260. PMID 21934790.
- Baker-Jarvis, James; Kim, Sung (2012). “The Interaction of Radio-Frequency Fields with Dielectric Materials at Macroscopic to Mesoscopic Scales”. 《Journal of Research of the National Institute of Standards and Technology》 117: 1–60. doi:10.6028/jres.117.001. PMC 4553869. PMID 26900513.
- Costa, Filippo; Monorchio, Agostino; Manara, Giuliano (2010). “Analysis and Design of Ultra Thin Electromagnetic Absorbers Comprising Resistively Loaded High Impedance Surfaces”. 《IEEE Transactions on Antennas and Propagation》 58 (5): 1551–1558. arXiv:1005.1553. Bibcode:2010ITAP...58.1551C. doi:10.1109/TAP.2010.2044329. ** 위 PDF 다운로드는이 문서의 자체 발행 버전입니다. *Munk, Benedikt A. (2000). 《Frequency Selective Surfaces: Theory and Design》. New York: John Wiley & Sons. 315–317쪽. ISBN 978-0-471-37047-5.  1952년 미국 엔지니어 윈필드 솔즈베리가 발명 한 솔즈베리 스크린 .
- Salisbury WW "전자파 흡수체", 미국 특허 번호 2599944 1952년 6월 10일. Munk 에서도 인용 됨